# ライセンス・トゥ・キル
『ライセンス・トゥ・キル』（英: Licensed to Kill）は、1997年に製作されたアメリカ合衆国のドキュメンタリー映画。
アーサー・ドン監督作品。
日本では、2000年7月20日に第9回東京国際レズビアン&ゲイ映画祭にて上映された。
本編上映後、「動くゲイとレズビアンの会（現・アカー）」のメンバーを迎え、東京・新木場公園での殺人事件を手がかりに、日本のゲイ・バッシングの状況や、この作品の舞台であるアメリカとの文化的な違いを考察した。

## 概要
ゲイ男性を殺害した罪で服役する7人の受刑者たちにカメラを向け、彼らの証言を記録する。

## キャスト
- レイモンド・チャイルズ
- ドナルド・アルドリッチ

## 受賞
- 1997年サンダンス映画祭 - 最優秀ドキュメンタリー賞